# Bertram J. Mayer
Bertram J. Mayer (* 1943 in Salzburg; † 25. Jänner 2013) war ein österreichischer Architekt. Er war Gründungsmitglied der Architekturgruppe Zünd-Up und der Architektur-Aktionsgruppe Salz der Erde.

## Leben
Mayer absolvierte im väterlichen Betrieb eine Steinmetzlehre und anschließend von 1964 bis 1971 an der Wiener Technischen Hochschule ein Architekturstudium. Er war  planerisch im sozialen Wohnbau tätig und arbeitete bei der Bahnhofsoffensive der ÖBB mit. Seine Arbeiten waren mehrfach auch Teil von Ausstellungen, etwa in Wien im Museum Moderner Kunst (MUMOK) und in Paris im Centre Georges Pompidou.